# Liechtenstein Bus
Liechtenstein Bus è la rete di trasporto pubblico che serve il principato del Liechtenstein. 

## Storia
Creata nel 2000, dal 2012 è stata posta sotto l'autorità della LIECHTENSTEINmobil, azienda nota con l'abbreviazione LIEmobil e le iniziali in tedesco VLM, con sede a Vaduz, che organizza i trasporti nel Paese e decide in merito alle forniture e ai mezzi. Liemobil ne affida la gestione a PostAuto Liechtenstein, consociata ad AutoPostale Svizzera, che a sua volta ne delega la gestione ai vettori del Liechtenstein. Oltre al trasporto a lunga distanza, la società fornisce anche servizi di collegamento, tramite pullman, con i Paesi confinanti: Svizzera e Austria.
Nella stazione di Schaan-Vaduz, il cui padiglione ha una forma circolare, il sistema di autobus è progettato in modo tale che i veicoli arrivino contemporaneamente e i passeggeri possano passare immediatamente da una corsia all'altra. Nella stessa stazione c'è anche un ufficio turistico dove è possibile ottenere informazioni gratuite sui trasporti nel Paese.
Chiunque sia in possesso di un Swiss Travel Pass può viaggiare gratis sull'intera rete senza acquistare un biglietto aggiuntivo.

## Parco mezzi in dotazione

Mappa con le linee della Liechtenstein Bus aggiornate al 2018/19

| Numero | Marca         | Modello            | Anno di messa in servizio | Note                                                                                   |
| ------ | ------------- | ------------------ | ------------------------- | -------------------------------------------------------------------------------------- |
| 1      | Hess-Scania   | SwissDiesel N280UB | 2014                      | Midibus                                                                                |
| 4      | MAN           | Lion's City DD     | 2009, 2011                | Autobus a due piani                                                                    |
| 2      | Mercedes-Benz | Citaro K           | 2011                      | Midibus                                                                                |
| 3      | Mercedes-Benz | Citaro LE          | 2016, 2017                |                                                                                        |
| 9      | Mercedes-Benz | Citaro Ü           | 2011                      |                                                                                        |
| 14     | Mercedes-Benz | Citaro G           | 2009, 2011, 2015 e 2016   | Autobus articolato. I tre esemplari del 2009 funzionano a metano, i restanti a gasolio |
| 2      | Mercedes-Benz | Sprinter City      | 2015                      | Minibus                                                                                |
| 1      | Mercedes-Benz | Vario              | 2015                      | Minibus                                                                                |
| 4      | Setra         | S 415 NF           | 2011                      |                                                                                        |
| 2      | Volvo Buses   | 7700               | 2011                      | Autobus ibrido                                                                         |